# Петров, Григорий Кузьмич
Григорий Кузьмич Петров (19 декабря 1931, село Месели, Аургазинский район — 17 сентября 2016) — советский нефтяник, Герой Социалистического Труда, мастер Нижневартовского управления буровых работ № 2.

## Биография
Свою первую нефть Г. К. Петров обнаружил под Нефтекамском. Со своей молодёжной бригадой выехал 22 июля 1964 года на освоение нефти Тюменской области. В Нижневартовском районе он проработал более 20 лет.

### Образование
Семилетняя школа (семилетка), Ишимбайское ремесленное училище.

### Деятельность
После окончания семилетки — разнорабочий в колхозе. После окончания Ишимбаевского ремесленного училища, с 1950 года — помощник бурильщика, бурильщик.
- с февраля 1953 года — буровой мастер Бирской ГПК треста «Башвостокнефтеразведка» объединения «Башнефть»,
- 1960—1964 годы — буровой мастер в комплексной партии № 7 Бирской геолого-промысловой конторы,
- 1964—1971 годы — буровой мастер Шаимской конторы разведочного бурения № 3 объединения «Нижневартовскнефтегаз» Главтюменнефтегаза, затем — Нижневартовского управления буровых работ № 2,
- 1971—1992 годы — старший инженер производственно-технического отдела в Нижневартовском УБР № 2 производственного объединения «Нижневартовскнефтегаз».

Избирался депутатом Тюменского областного Совета народных депутатов.
Выйдя на пенсию, проживал в Москве.

### Подробности
В 1974 году бригада Петрова вступила в соревнование с бригадой Г. М. Левина и обязалась пробурить сто тысяч метров скважин. Но лёвинских ребят запросто не обгонишь, так как за два года и одиннадцать месяцев они пробурили 210 тысяч метров горных пород, освоили 16 скважин. «Петровцы», зная, сколько минут уходит на разборку секций турбобура в бригаде Левина, и у себя сократили время на эту операцию до 26 минут. Главный выигрыш дало увеличение отработки на долото. По техническим нормам на проходку одной скважины требовалось 15 долот, а на каждый подъём инструмента, смену долота уходило в среднем три часа. Петровская же бригада сократила количество долот до девяти. Секрет экономии заключался в растворе, который буровики образно называли «кровью» проходки: для этого необходим постоянный контроль за параметрами промывочной жидкости.— http://www.admhmao.ru/seventy/prom/petrov.htm

В 2004 году Г.Петров участвовал в работе организованного компанией передвижного музея-выставки «Нефть России — традиции и современность». Музей нефтяной компании содержит сотни, тысячи экспонатов, и за каждым из них — судьбы людей труда, настоящих героев, стоявших у истоков нефтяной промышленности, покорителей новых месторождений. Вот в одной из витрин — красная каска, молоток, складной метр, звезда героя, наручные часы с подарочной надписью от Валентина Шашина и памятную медаль в честь добычи 7 миллиардов тонн нефти в Ханты-Мансийском автономном округе за период с 1964 по 2000 год. Эти вещи подарил музею легендарный буровой мастер, первопроходец Шаимского месторождения, Герой Социалистического Труда Григорий Петров— http://www.rudata.ru/wiki/Петров%2C_Григорий_Кузьмич

## Память
- 10 сентября 2010 года на Аллее Славы состоялась торжественная церемония открытия мемориала Почетным нефтяникам Урая.[2]

## Награды и звания
- Герой Социалистического Труда.
- Награждён двумя орденами Ленина (1966 и 1973) и Октябрьской Революции, а также медалями «За доблестный труд», «За освоение недр и развитие нефтегазового комплекса Западной Сибири», золотой медалью ВДНХ СССР.
- Почётный нефтяник СССР (1971).
- Почётный гражданин города Урая.